# (1991) Darwin
(1991) Darwin ist ein Asteroid des Hauptgürtels, der am 6. Mai 1967 vom argentinischen Astronomen Carlos Ulrrico Cesco und seinem US-amerikanischen Kollegen Arnold R. Klemola am Observatorio Carlos Cesco (IAU-Code 808), einer Außenstelle des Felix-Aguilar-Observatoriums, in Argentinien entdeckt wurde.
Der Asteroid ist nach dem britischen Naturforscher Charles Darwin (1809–1882) benannt.